# 滅瘟素
滅瘟素，又名殺稻瘟菌素S（Blasticidin S）是一種取自放線菌Streptomyces griseochromogenes的抗生素，既能殺死原核生物，也能殺死真核生物。滅瘟素能通過核糖體途徑同時抑制原核生物和真核生物的蛋白質合成進而起殺傷作用。在分子細胞生物學研究中，常常作爲篩選滅瘟素抗性細胞的藥物來使用。滅溫素最早於1950年代由日本科學家發現，當時，科學家發現這種物質能殺滅由真菌稻瘟菌引起的稻瘟，該物質也因此得名滅瘟素。